# Bolvadin
Bolvadin és una ciutat de Turquia, cap d'un districte de la província d'Afyon. La seva població és de 52.398 habitants (cens de l'any 2000); l'any 1955 tenia 12.604 habitants. És la segona ciutat de la província després d'Afyonkara Hisar (a 45 km a l'est), i es troba en una plana entre les muntanyes Sultandağ i Emirdağ, a la regió de la mar Egea.

## Història
Durant el període romà fou coneguda com a Polybotum; sota els romans d'Orient tenia una fortalesa. Va passar als seljúcides al segle xii i el 1302 als Ashraf Oghullari, fins al 1325 i després va passar a Germiyan. Conquerida per Murat I (1359-1389), els Germiyan-oghlu la van recuperar el 1402 però Murat II la va ocupar definitivament el 1428/1429. Sota Solimà el Magnífic (1520-1565) va ser restaurada completament. El 1605 fou ocupada per poc temps pel rebel Uzun Khalil. Els grecs la van ocupar l'any 1921 i hi van establir un arsenal, i fou reconquerida pels turcs l'agost de 1922.
L'1 d'abril de 1958 fou declarada una nahiye, igual que Ishalik, quan Çay (Karahisar) va esdevenir un kaza. Més tard va esdevenir per si mateixa un kaza (districte).